# Òscar Ribas Reig

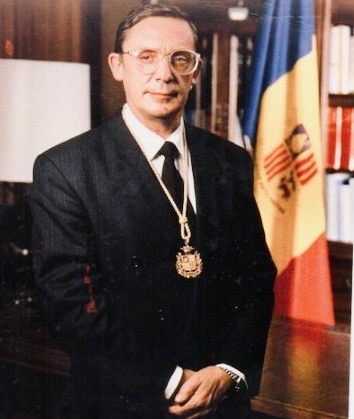

Òscar Ribas Reig (Sant Julià de Lòria, 26 oktober 1936 – aldaar, 18 december 2020) was een Andorrees politicus. Hij was de eerste en de derde regeringsleider van Andorra.
Reig studeerde tot 1959 rechten aan de Universiteit van Barcelona. In 1961 voltooide hij zijn master politieke filosofie aan de Universiteit van Fribourg. Tussen 1962 en 1970 was Reig werkzaam als bankier bij het familiebedrijf Banca Reig SA. 
In 1971 werd Reig voor het eerst in het Consell General de les Valls (parlement) gekozen. In 1975 werd hij herkozen. Tijdens beide termen was Reig minister van Financiën. Tussen 1982 en 1984 werd hij voor de eerste keer regeringsleider. In 1990 werd hij voor een tweede keer verkozen tot regeringsleider. In 1994 werd Reig door Marc Forné Molné opgevolgd.
Òscar Ribas Reig (1e) · Josep Pintat-Solans · Òscar Ribas Reig (2e) · Marc Forné Molné · Albert Pintat · Jaume Bartumeu · Antoni Martí · Xavier Espot Zamora